# Barcarrota
Barcarrota − miasto w Hiszpanii, w regionie Extremadura. W 2007 liczyło 3664 mieszkańców.